# Кампос
Кампос (лат. campus — поље) је локални назив за савану у Бразилу, тачније на Бразилској висији.  Покривена је ниским проређеним дрвећем, не вишим од 2-3 метра, грмљем или само травама.